# Liolaemus salinicola
Liolaemus salinicola este o specie de șopârle din genul Liolaemus, familia Tropiduridae, descrisă de Laurent 1986. Conform Catalogue of Life specia Liolaemus salinicola nu are subspecii cunoscute.